# 羅本島
罗本岛（南非荷蘭語：Robbeneiland；英語：Robben Island），是位於南非开普敦桌湾的一座小岛，面积5.07平方公里，岛名在荷兰语中意为“海豹岛”。

## 历史
该岛因岛上监狱曾在南非种族隔离时代长期关押包括纳尔逊·曼德拉、卡莱马·莫特兰蒂、雅各布·祖马等在内的大批黑人政治犯而闻名，1999年被联合国教科文组织列入世界遗产名录。岛上监狱现已改建为罗本岛博物馆。

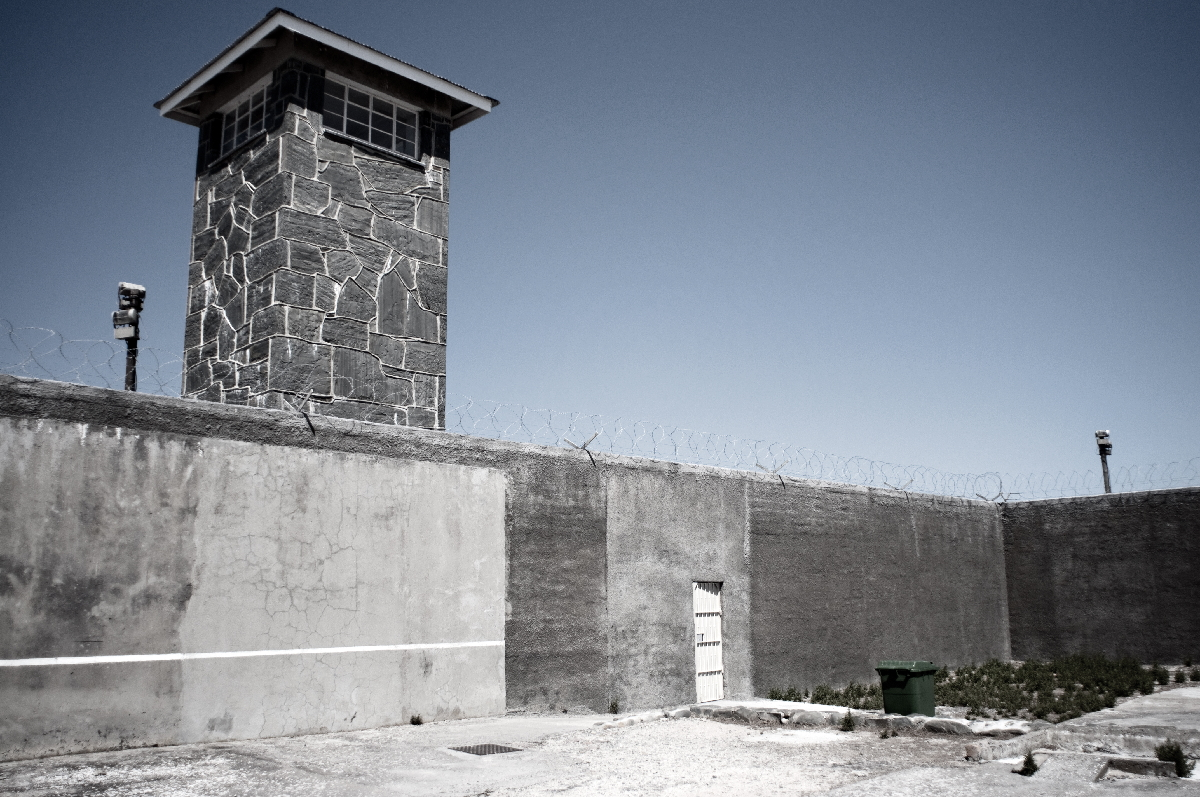
羅本島監獄
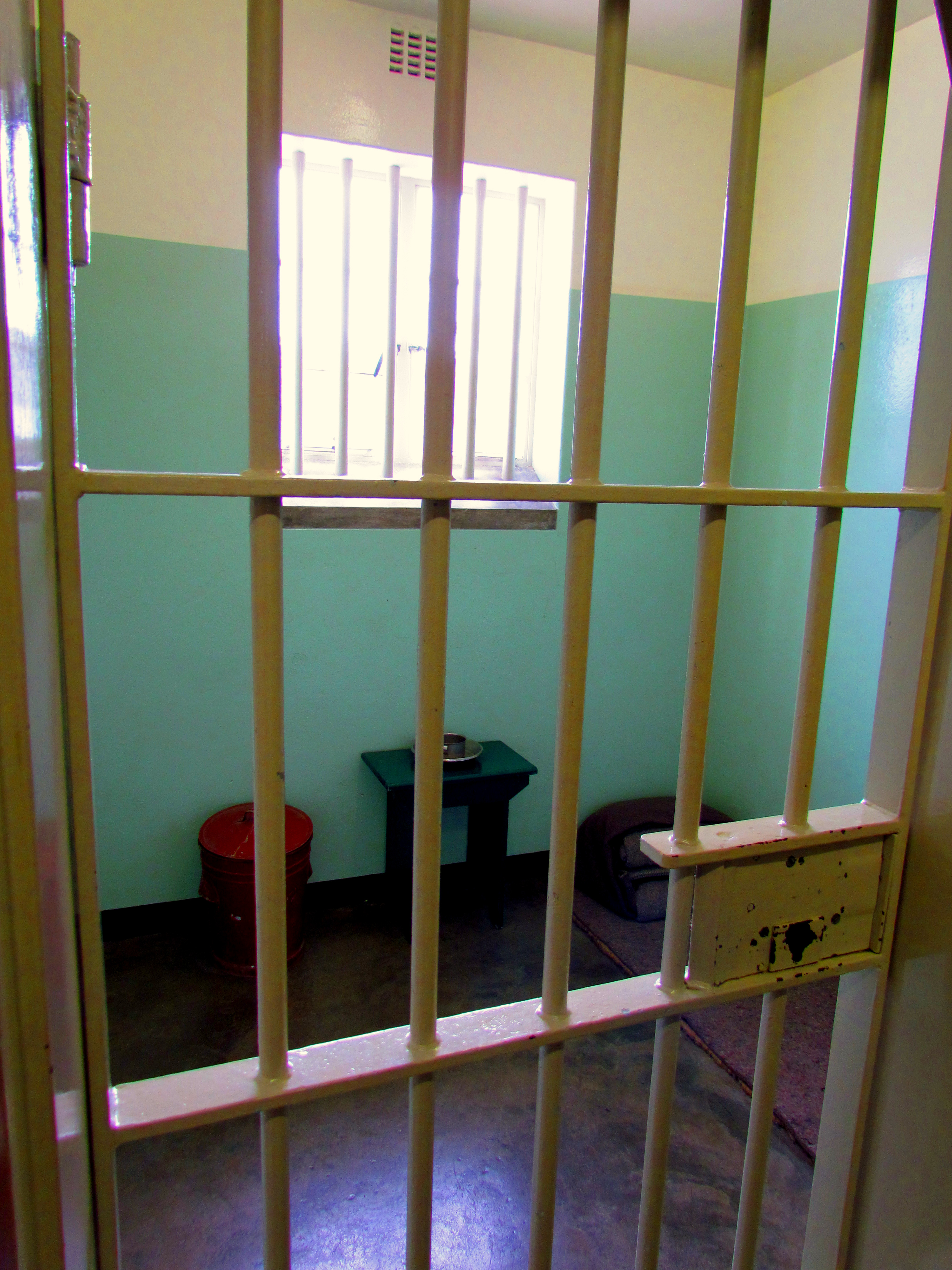
囚禁曼德拉18年的牢房
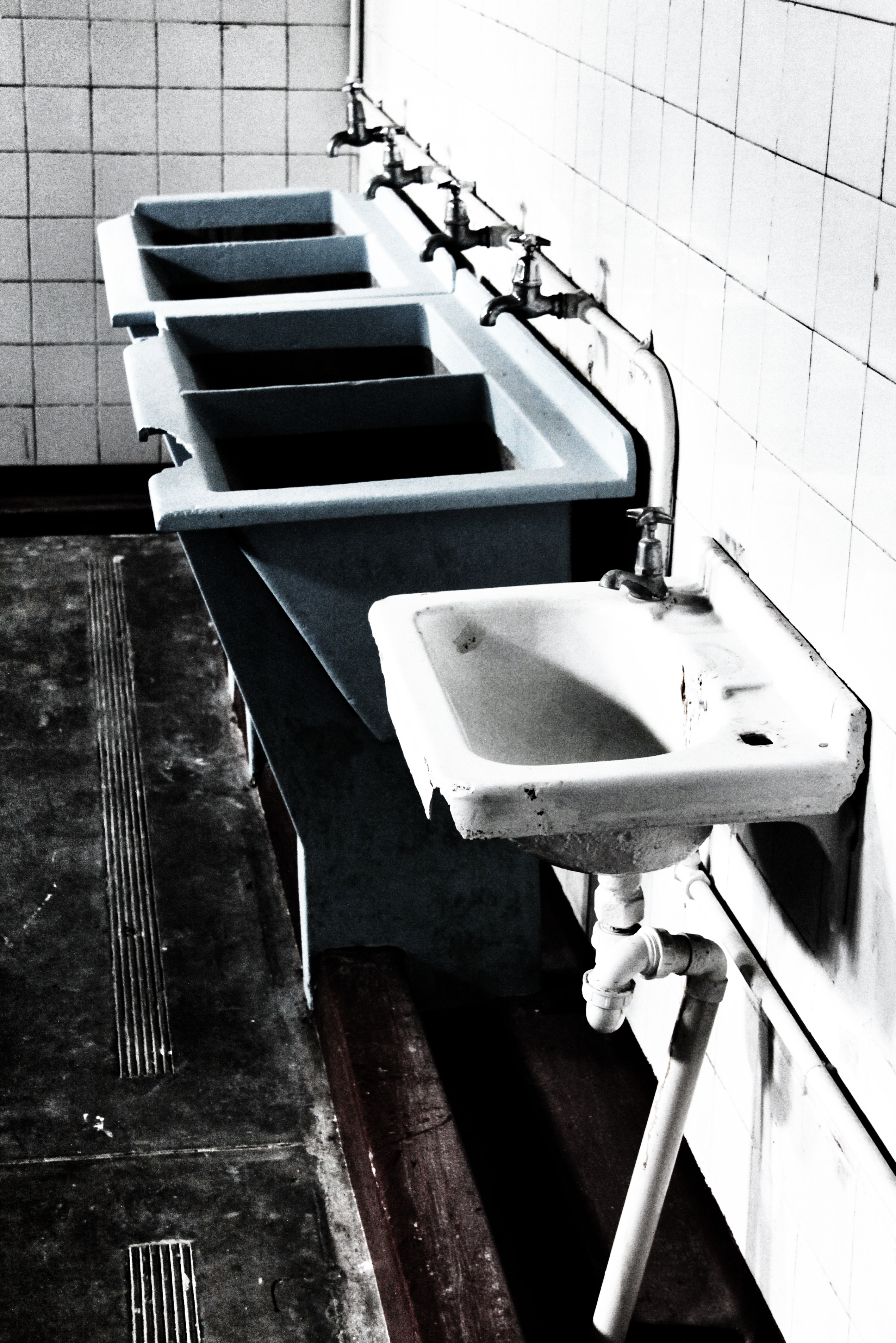
公廁
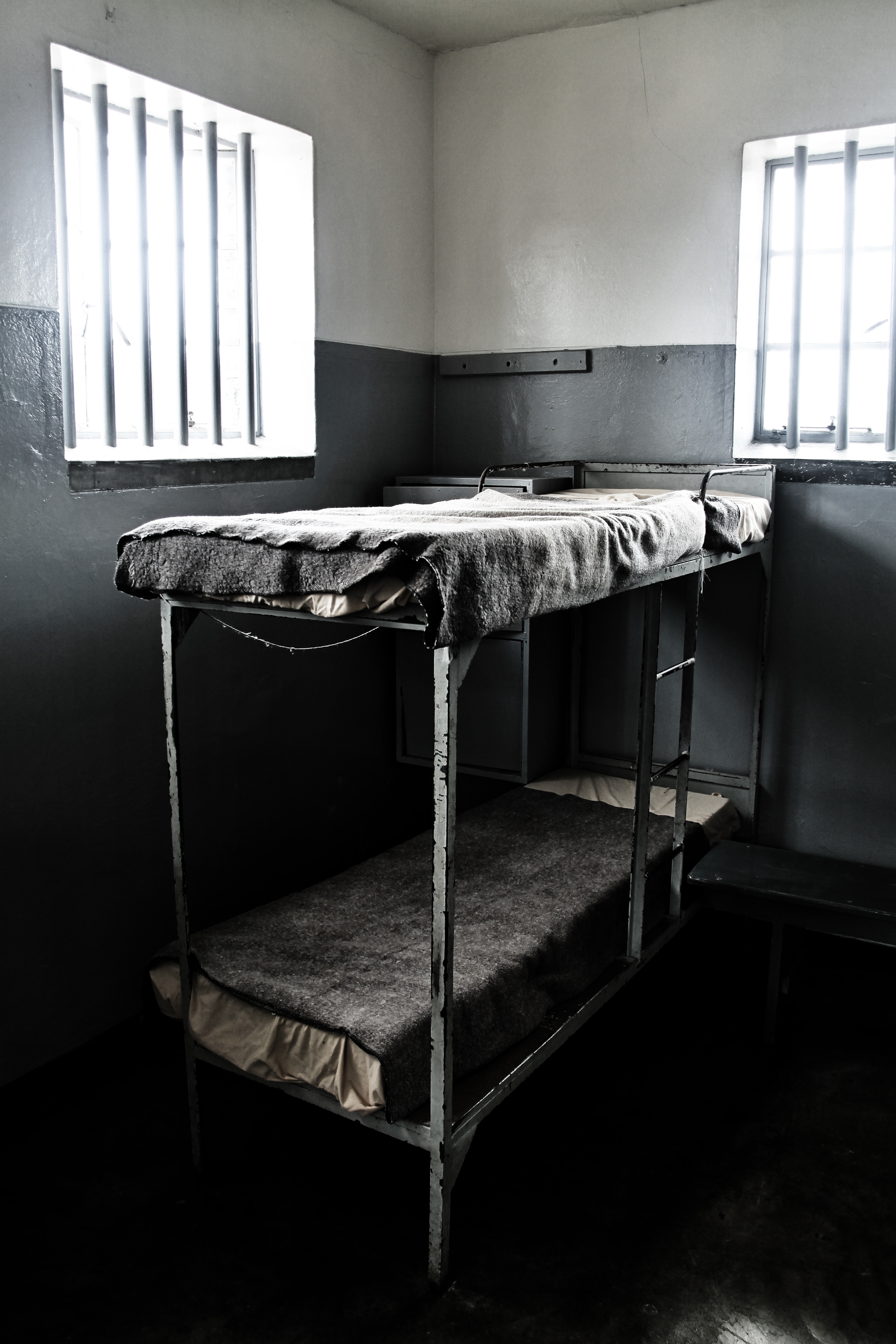
雙層床
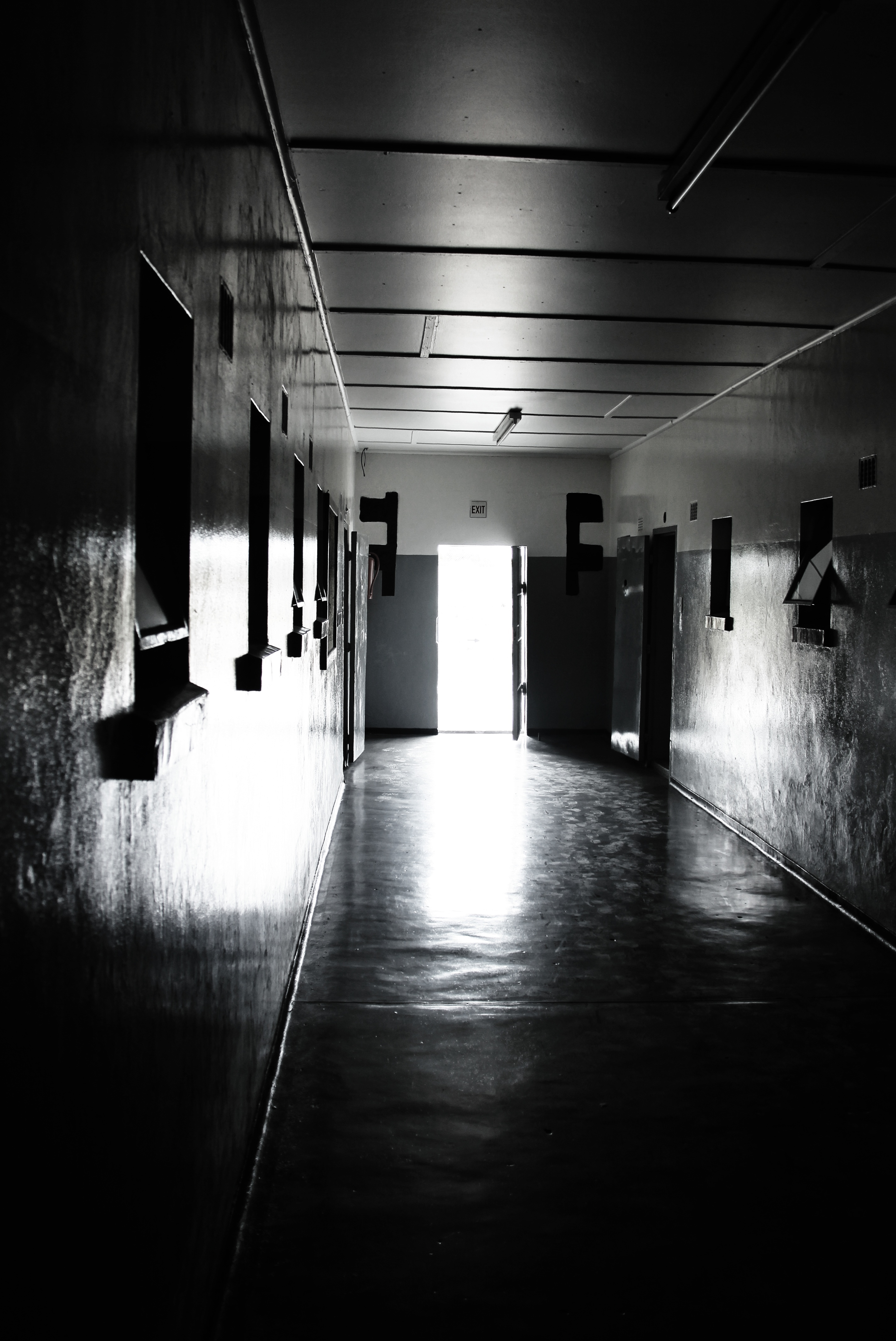
監獄走廊

## 生物
荷兰人在1652年最早抵达该地区时，岛上的大型动物有海豹和鸟类等，主要是企鹅。1654年，定居者为了给过往船员提供肉类，在岛上放养兔子。到1800年，岛上的黑脚企鹅已完全灭绝。

## 世界遗产
该世界遗产被认为满足世界遺產登錄基準中的以下基準而予以登錄：
- （iii）呈现有关现存或者已经消失的文化传统、文明的独特或稀有之证据。
- （vi）具有显著普遍价值的事件、活的传统、理念、信仰、艺术及文学作品，有直接或实质的连结（世界遗产委员会认为该基准应最好与其他基准共同使用）。